# Olderico Trissino

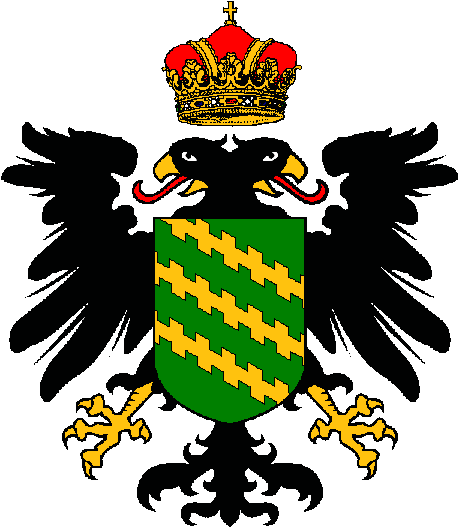
Stemma della famiglia Trissino

Olderico Trissino (pronuncia Trìssino, /ˈtrissino/) (fl. XII secolo) è stato un politico italiano, attivo nella Vicenza del XII secolo.

## Origini della famiglia
Olderico Trissino è il capostipite storicamente riconosciuto della nobile e antica famiglia Trissino, originaria dell'omonimo castello sito nella Valle dell'Agno, anticamente nota appunto come Valle di Trissino.
La storiografia fa risalire i Trissino a dei cavalieri di origine germanica che scesero in Italia nel secolo XI e vennero investiti di feudi dagli imperatori del Sacro Romano Impero nella zona di Trissino (VI), da cui presero il nome. 
Fin dall'Alto Medioevo i Trissino, come la maggior parte delle famiglie storiche vicentine, presero parte alla vita politica della città: Gaetano Maccà nel suo lavoro Della Zecca Vicentina ricorda la figura di Nicolò figlio di Paolo che, nominato vicario imperiale nel 1013 fece coniare dall'antica zecca vicentina monete con lo stemma della famiglia, su autorizzazione degli imperatori Enrico II il Santo e Corrado II il Salico.
Tuttavia, la tradizione fa invece discendere i Trissino dal mito di Achille figlio di Alcasto, giovane guerriero greco originario della città di Trezene, nel Peloponneso, che giunse in Italia al seguito del generale Belisario ai tempi della guerra Gotica (535-553) e, al termine delle ostilità, si impossessò dei territori della Valle dell'Agno, dando origine alla dinastia. A narrare queste vicende non rimangono che alcuni manoscritti risalenti ai secoli XVII-XIX, la gran parte commissionata o scritta dai Trissino stessi e conservata presso la Biblioteca Civica Bertoliana di Vicenza, che elencano i personaggi che compongono la genealogia discendente dal greco Alcasto.
Venti generazioni dopo Achille figlio di Alcasto si arriverebbe a Olderico (Olderico III secondo la genealogia tradizionale), il più antico personaggio di cui ci sono rimaste evidenze documentali primarie.

## Biografia
Olderico III era figlio di Uguccione e di Anna Maltraversi, nobile veronese.
Secondo i documenti presenti nel cosiddetto Archivio Trissino (deposito Trissino dal Vello d'Oro del 1919) conservato presso la Biblioteca Civica Bertoliana, suo nonno Olderico II, figlio di Teobaldo, ebbe l'onore di accogliere l'imperatore Federico Barbarossa nel 1154 presso il castello di Rovereto, dal quale ottenne la conferma del titolo di conte e della signoria sulle terre della valle dell'Agno. Lo stesso bisnonno Teobaldo si sposò con Anna, figlia del doge Ordelaffo Falier. 
Questi avvenimenti possono dare la misura di come già a quell'epoca la famiglia Trissino si fosse elevata tra le più influenti dell'area veneta.
Con Olderico l'attività di sfruttamento economico della Valle di Trissino - governo delle acque fluviali, delimitazioni di boschi, prati da pascolo e campi agricoli - ebbe una forte accelerazione per tutta la seconda metà del XII secolo e si ipotizza che possa essere lui il fondatore del villaggio che oggi è Valdagno.
Olderico sposò Chiara di San Bonifacio, esponente di una delle principali famiglie veronesi, a testimonianza dei buoni rapporti mantenuti dai Trissino coi rappresentanti dei poteri imperiali (a quel tempo Verona era capoluogo della marca, suddivisione del Sacro Romano Impero che comprendeva tutto il Triveneto).
Egli partecipò alla vita politica della città (siamo ai tempi della parabola della famiglia degli Ezzelini e delle lotte tra Padova e Verona, a vantaggio delle quali i nobili vicentini si schieravano, cambiando sovente il fronte a seconda di convenienze locali) e Olderico viene citato tra i nobili vicentini che l'8 ottobre 1175 ricevettero a nome della città il giuramento di fedeltà da parte del Comune di Bassano del Grappa.
Il fatto che Grifolino figlio di Olderico sia menzionato nel Decreto Edilizio del 1208, riportato da Giovanni da Schio, come proprietario della turris domus grandis nei pressi del Duomo di Vicenza (la medesima area dove venne edificato il Palazzo Trissino al Duomo tre secoli più tardi), è rappresentativo degli stretti rapporti che i Trissino ebbero anche con la locale curia vescovile. Infatti è documentato che essi già nel XII secolo erano parte della curia vassallorum ed è del 1219 la più antica investitura vescovile ricevuta dai Trissino di cui resti memoria scritta, nella quale si fa riferimento a un'altra, precedente, probabilmente concessa dal vescovo Pistore a Olderico stesso nella seconda metà del XII secolo.
Dalla moglie Chiara, Olderico ebbe diversi figli, quattro dei quali considerati i capistipite dei seguenti noti rami della famiglia:
- Miglioranza (ramo Trissino di Miglioranza),
- Paninsacco (ramo Trissino di Paninsacco),
- Arnoaldo (ramo Trissino Della Pietra),
- Corrado (ramo Trissino di Castelmaggiore).

I rappresentanti degli ultimi due rami presero parte alle vicende storiche vicentine in modo del tutto marginale, in quanto i Castelmaggiore scomparvero già coi quattro figli di Corrado (XIII secolo), mentre i Della Pietra si estinsero nel XV secolo con Bugamante, Giacomo e Pierantonio figli di Giacomo di Ammirato.
Alla morte di Olderico, i feudi e i suoi beni personali vennero divisi nel 1212 solo tra i due figli rappresentanti dei due rami principali della famiglia: Miglioranza (di fede ghibellina) e Paninsacco, di parte guelfa. Miglioranza e Paninsacco furono infatti a loro volta capistipite dei principali rami della famiglia sviluppatisi nei secoli successivi. Da Paninsacco deriva il ramo cadetto dei Trissino Paninsacco, i cui discendenti ancora oggi abitano l'omonima villa nel Comune di Trissino – uno dei rari casi in Veneto in cui dopo tanti secoli non c'è stato cambio di proprietà di una residenza nobiliare.
Il figlio primogenito di Olderico, Miglioranza, che sposò Anna Porto e poi Caterina Vivaro, è l'antenato comune degli altri principali rami di casa Trissino, ossia:
- Trissino di Riale (dal nome della contrada in Vicenza dove era situato il loro palazzo), estinti a fine Settecento con Ottavio (1704-1779);
- Trissino Baston (il cui palazzo in corso Palladio a Vicenza è sede del Municipio), estinti a metà Ottocento coi fratelli Lodovico (1771-1814), Alessandro (1775-1851) e Leonardo (1780-1841);
- Trissino di Sandrigo (discendenza di Lodovico di Bartolomeo che sposò nel 1435 Angela Verlato, figlia di Pietro, possidente terriero di quella zona), che si estinse con l'ultima esponente, Irene di Giustino, che sposò Gaetano Trissino dal Vello d'Oro nel 1712;
- Trissino dal Vello d'Oro, ramo contraddistinto dal predicato aggiunto dal celebre letterato e umanista Gian Giorgio Trissino con autorizzazione del 1515 da parte di Massimiliano I d'Asburgo, confermata nel 1532 da Carlo V, ramo tuttora esistente.

## Albero genealogico
|                      |   |                    | Genitori                                                       |  |  | Nonni |  |  | Bisnonni          |  |  | Trisnonni       |  |
|                      |   |                    |                                                                |  |  |       |  |  | Teobaldo Trissino |  |  | Enrico Trissino |  |
|                      |   |                    |                                                                |  |  |       |  |  | Teobaldo Trissino |  |  | Enrico Trissino |  |
|                      |   | Chiara da Breganze |                                                                |  |  |       |  |  | Teobaldo Trissino |  |  |                 |  |
| Olderico Trissino    |   |                    |                                                                |  |  |       |  |  | Teobaldo Trissino |  |  |                 |  |
|                      |   | Anna Faletra       | doge Ordelaffo Falier figlio del doge di Venezia Vitale Falier |  |  |       |  |  |                   |  |  |                 |  |
|                      |   | Anna Faletra       | doge Ordelaffo Falier figlio del doge di Venezia Vitale Falier |  |  |       |  |  |                   |  |  |                 |  |
|                      |   | Anna Faletra       | …                                                              |  |  |       |  |  |                   |  |  |                 |  |
| Uguccione Trissino   |   | Anna Faletra       |                                                                |  |  |       |  |  |                   |  |  |                 |  |
|                      |   | …                  | …                                                              |  |  |       |  |  |                   |  |  |                 |  |
|                      |   | …                  | …                                                              |  |  |       |  |  |                   |  |  |                 |  |
|                      |   | …                  | …                                                              |  |  |       |  |  |                   |  |  |                 |  |
| Margherita da Vivaro |   | …                  |                                                                |  |  |       |  |  |                   |  |  |                 |  |
|                      |   | …                  | …                                                              |  |  |       |  |  |                   |  |  |                 |  |
|                      |   | …                  | …                                                              |  |  |       |  |  |                   |  |  |                 |  |
|                      |   | …                  | …                                                              |  |  |       |  |  |                   |  |  |                 |  |
| Olderico Trissino    |   | …                  |                                                                |  |  |       |  |  |                   |  |  |                 |  |
|                      | … | …                  |                                                                |  |  |       |  |  |                   |  |  |                 |  |
|                      | … | …                  |                                                                |  |  |       |  |  |                   |  |  |                 |  |
|                      | … | …                  |                                                                |  |  |       |  |  |                   |  |  |                 |  |
| …                    | … |                    |                                                                |  |  |       |  |  |                   |  |  |                 |  |
|                      |   | …                  | …                                                              |  |  |       |  |  |                   |  |  |                 |  |
|                      |   | …                  | …                                                              |  |  |       |  |  |                   |  |  |                 |  |
|                      |   | …                  | …                                                              |  |  |       |  |  |                   |  |  |                 |  |
| Anna Maltraversi     |   | …                  |                                                                |  |  |       |  |  |                   |  |  |                 |  |
|                      |   | …                  | …                                                              |  |  |       |  |  |                   |  |  |                 |  |
|                      |   | …                  | …                                                              |  |  |       |  |  |                   |  |  |                 |  |
|                      |   | …                  | …                                                              |  |  |       |  |  |                   |  |  |                 |  |
| …                    |   | …                  |                                                                |  |  |       |  |  |                   |  |  |                 |  |
|                      |   | …                  | …                                                              |  |  |       |  |  |                   |  |  |                 |  |
|                      |   | …                  | …                                                              |  |  |       |  |  |                   |  |  |                 |  |
|                      |   | …                  | …                                                              |  |  |       |  |  |                   |  |  |                 |  |
|                      |   | …                  |                                                                |  |  |       |  |  |                   |  |  |                 |  |